# Thierry Terret
Thierry Terret (* 1. Januar 1963) ist ein französischer Sporthistoriker, der zum Beauftragten der französischen Regierung für die Olympischen Sommerspiele 2024 ernannt wurde. Zuvor war er Rektor und Kanzler der Akademie von Réunion und ab 2016 in derselben Funktion der Akademie von Rennes.

## Leben
Nach seinem Sportstudium an der Universität Lyon 1 (Examen 1987) behielt der Institutsdirektor Pierre Arnaud ihn am Institut als Schwimmlehrkraft. Terret arbeitete sich zudem in die Sportgeschichte ein und promovierte 1992 über die Geschichte des Schwimmens, wodurch er eine Festanstellung als Maitre de Conférance und 1997 als Professor bekam. 1998 gewann der den Junior Scholar Award des European Committee for Sports History. Er verfolgte konsequent den Ansatz, die Geschichte der einzelnen Sportarten aufzuarbeiten bzw. aufarbeiten zu lassen. 2002 war er Gastprofessor an der University of British Columbia, 2003 konnte er als Nachfolger Arnauds der Institutsdirektor in Lyon werden.
2009 war er Gastprofessor an der University of Queensland. Von 2008 bis 2012 war er der Vorsitzende der französischen Sporthistoriker und Vizepräsident der Internationalen Sporthistoriker. Er ist Fellow des European Committee for Sports History. Als Mitglied der französischen Sozialisten wurde er 2013 als Rektor und Kanzler der Académie de La Réunion berufen, 2016 auf den gleichen Posten (zudem als Stellvertretender Präfekt) an die Académie in Rennes. 2018 wurde er der Beauftragte (Delegierte) der französischen Regierung für die Olympischen Sommerspiele 2024 in Paris.

## Werke
- (Mit Arnaud P.), Le rêve blanc. Olympisme et sport d'hiver, Bordeaux, Presses universitaires de Bordeaux, 1993
- Naissance et diffusion de la natation sportive, Paris, L’Harmattan, 1994
- L'institution et le nageur. Histoire de la Fédération Française de Natation (1919–1939), Lyon, Presses universitaires de Lyon, 1998
- (mit Charroin P.), L’eau et la balle. Une histoire du water-polo, Paris, L’Harmattan, 1998
- (mit Fargier P., Rias B. et Roger A.), L’athlétisme et l’école. Histoire et épistémologie d’un sport éducatif, Paris, L’Harmattan, 2002
- (mit Humbert H.), Histoire et diffusion de la gymnastique aquatique, Paris, L’Harmattan, 2002
- Les Jeux interalliés de 1919. Sport, guerre et relations internationales, Paris, L’Harmattan, 2002
- (mit James Riordan et Arnd Krüger), Histoire du sport en Europe, Paris, L’Harmattan, 2004
- (mit Liotard P., St-Martin J., Roger A.) Sport et genre : La conquête d'une citadelle masculine (4 vol.), Paris, L’Harmattan, 2005
- Histoire du sport, Paris, PUF (Que sais-je?), 2007
- (dir.), Les Paris des Jeux Olympiques de 1924 (4 vol.), Paris, Atlantica, 2008

## Auszeichnungen
- Ritter der Ehrenlegion
- Komtur des Ordre des Palmes Académiques
- Officier de l’ordre des Arts et des Lettres